# 錫格納希市鎮

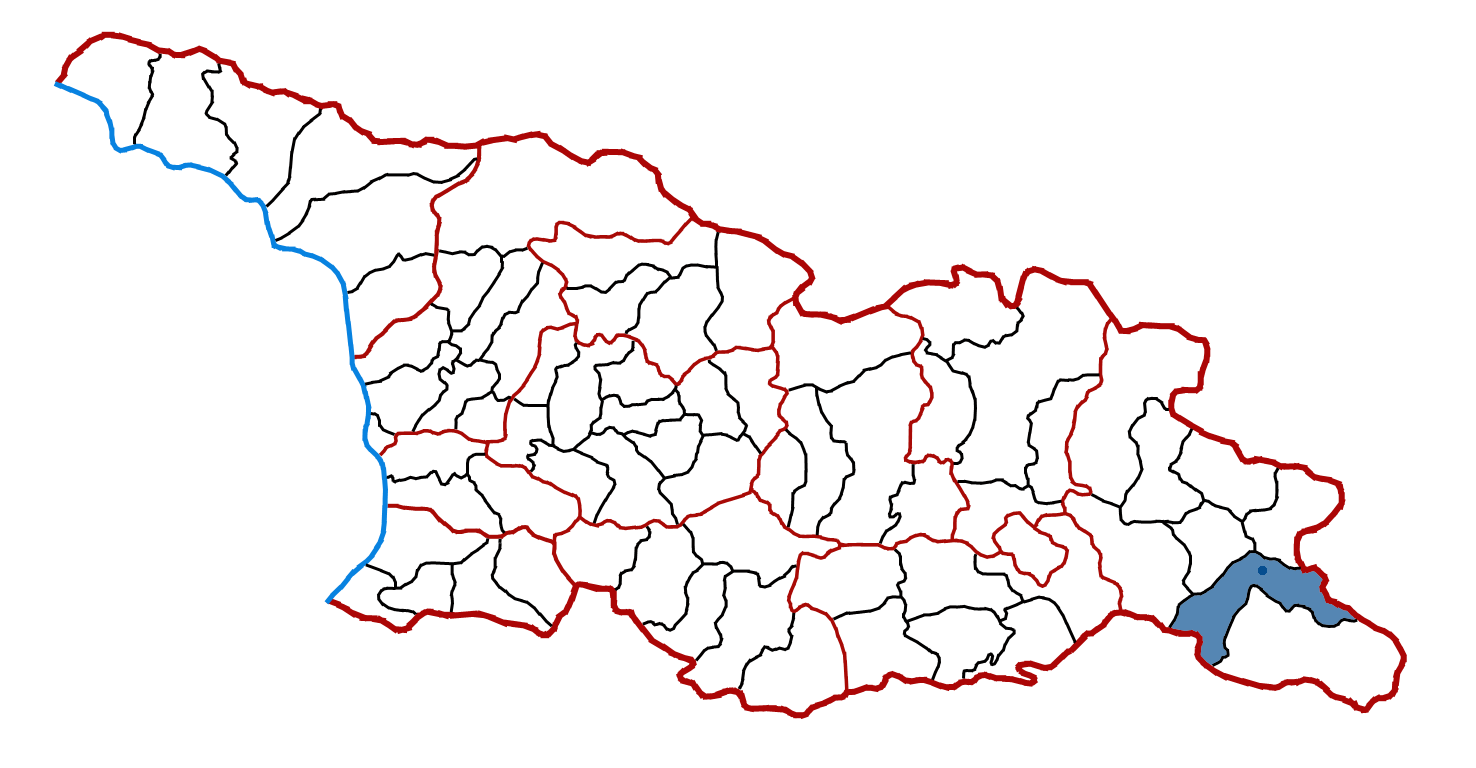

41°36′55″N 45°54′46″E / 41.61528°N 45.91278°E
錫格納希市鎮，是格魯吉亞東部卡赫蒂大区的市镇，行政中心为錫格納希。市镇面積为1,251平方公里，2014年人口数量为29,948人，人口密度每平方公里35人。